# (197) Арета
(197) Арета (др.-греч. Ἀρήτη) — это небольшой, но очень яркий астероид главного пояса, имеющий необычно большое альбедо поверхности даже для каменных астероидов спектрального класса S. Он был открыт 21 мая 1879 года австрийским астрономом Иоганном Пализой и назван в честь Ареты, матери Навсикаи в «Одиссее» Гомера.

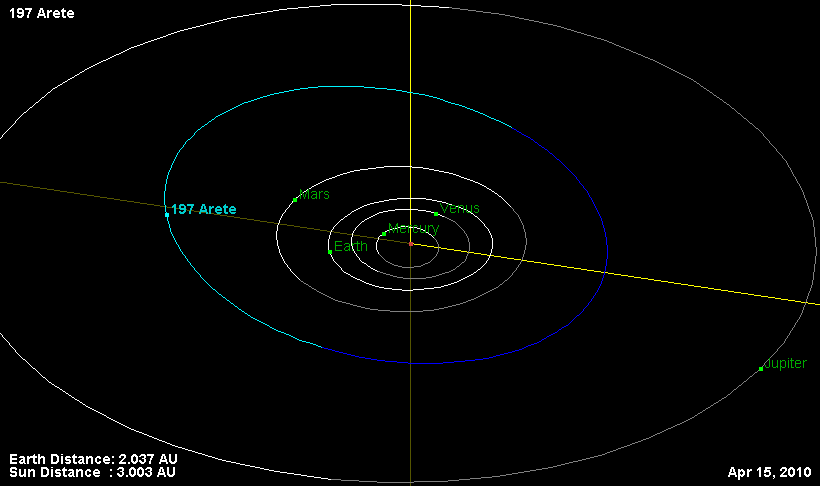
Орбита астероида Арета и его положение в Солнечной системе

Главной особенностью этого астероида является его орбита. Каждые 18 лет астероид Арета оказывается в непосредственной близости от астероида (4) Веста, на расстоянии около 0,04 а. е. Во время этих сближений Веста оказывает серьёзные гравитационные возмущения на орбиту данного астероида, что позволило достаточно точно определить массу Весты.